# 1670 a tudományban
Az 1670. év a tudományban és a technikában.

## Halálozások
- március 16. – Johann Rudolf Glauber német, holland alkimista, kémikus, gyógyszerész, aki elsőként állított elő nátrium-szulfátot (1625-ben); róla nevezték a Glauber-sót (* 1604)